# Гачный узел
Га́чный у́зел в морском деле (англ. Blackwall Hitch) — морской временный узел, завязанный тросом на гаке. Использовали для «закладывания» толстых тросов за крюк при подъёме грузов. При постоянной тяге за коренной конец троса ходовой конец прижимается к внутренней стороне шейки гака, а петля, затянутая вокруг его спинки, держит оба конца. При надевании троса на гак коренной конец троса должен проходить над ходовым. Узел — прост. Хорошо работает при правильном применении. При снятии нагрузки мгновенно ослабевает. Гачный узел является штыком.

## Способ завязывания
Тросом обернуть гак, чтобы коренной конец троса прижимал ходовой при тяге.

## Признаки
Плюсы
- Узел — прост
- Легко развязывать

Минусы
- Узел — ненадёжен[6]

## Применение
Применяли в рыбацком деле и морском для крепления троса к грузовому гаку. Гачный узел отличается от подобных узлов тем, что трос крепят к гаку, а в бе́кетовом узле — к огону, в шкотовом узле — к закрытой петле троса.